# Incisivo central inferior

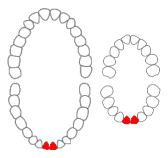

O Incisivo central inferior é um dente inserido no osso mandibular. 
FACE VESTIBULAR: As características são semelhantes às do central superior, mas por ser este o menor dente, os detalhes são menos nítidos. As bordas proximais são ligeiramente convergentes pera a raiz e, contrariando a regra, a borda mesial é menor que a distal quando há maior atrição da face incisal (face cortante dos dentes incisivos). A borda incisal é quase retilínea e os ângulos mesial e distal são restos.
FACE LINGUAL: Semelhante à face lingual do incisivo central superior, mas a fossa lingual é bem rasa e as cristas marginais e cíngulo pouco marcados.
FACES DE CONTATO: São superfícies quase planas e assemelha-se às proximais do incisivo central superior.

## Erupção e medida
|              | Início      | Erupção           | Término |
| Calcificação | 12 meses    | 7 anos            | 10 anos |
|              | Total       | Coroa             | Raiz    |
| Comprimento  | 20,7 mm     | 8,8 mm            | 11,9 mm |
|              | Mesiodistal | Vestibulo-lingual |         |
| Diâmetro     | 5,4 mm      | 6,0 mm            |         |